# Єжи Марцін Любомирський

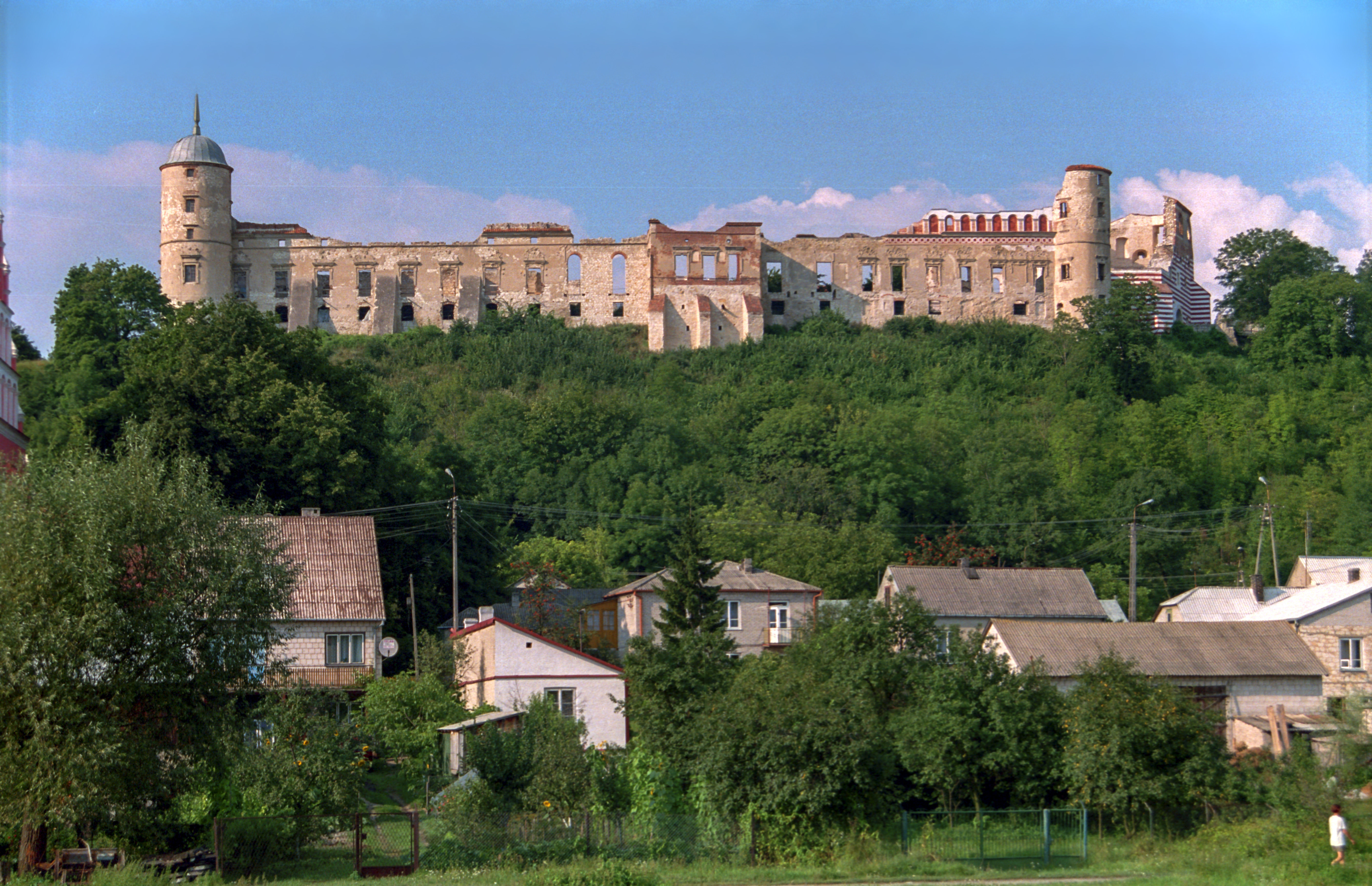
Замок у Яновці

Єжи Марцін Любомирський (або Марцін Любомирський, пол. Jerzy Marcin Lubomirski; 24 жовтня 1738, Краків — 27 травня 1811, Пшецлав) — польський шляхтич-магнат, військовик, урядник і політичний діяч Королівства Польського, театральний антрепренер, відомий авантюрист та гуляка. Барський конфедерат. Генерал військ коронних, власник значних маєтностей на Поділлі (зокрема, Палацово-парковий ансамбль «Самчики». Втратив родове «гніздо» — замок у Яновці.

## Життєпис
Народився 1738 року. Дід — Єжи Домінік Любомирський — краківський воєвода, фундатор костелу святого Антонія та колегіуму піярів у Межирічі Корецькому; батько Антоній Бенедикт (1718—1761), мати — дружина батька Анна Зофія Ожаровська (пол. Anna Zofia Ożarowskia, бл.1716—1759, гербу Равич). Був єдиним сином у батьків, які його виховували в Яновці за порадами Станіслава Конарського. Спочатку навчався під керівництвом Антонія Дружбацького, братанка поетки Ельжбети Дружбацької. У 1749—1751 роках навчався в Колегіум нобіліум, після цього до 1753 року в Люневільській академії під керівництвом Анджея Ожґи.
11 грудня 1756 року здобув ранг генерала коронних військ. 1774 року після смерті стрийка Францішека Фердинанда, який не мав нащадків, посів Барське, Казімезьке та Ольштинське староства. 23 квітня 1789 року став шефом свого колишнього регіменту, який отримав № Х. Правдоподібно, ще 1789 року покинув Варшаву та переїхав до Франкфурта-на-Майні, де зблизився з Якубом Франком, був присутнім на його похороні 1791 року.
Був власником значних маєтностей на Поділлі (зокрема, Палацово-паркового ансамблю «Самчики», який продав гайсинському старості Пйотрові Чечелю (1754—1843)). Втратив родове «гніздо» — замок у Яновці..
Помер 27 травня (або 27 червня) 1811 року в Прецлаві.

## Особисте життя

### Сексуальна орієнтація
1782 року Єжи Марцін Любомирський спричинив галас у газетах, переодягнувшись у жіноче вбрання на варшавському костюмованому балу.Це був не єдиний прояв його скандальної поведінки — Міхал Модзелевський стверджував, що князь мав «бридкі східні примхи» і відкрито мав улюбленця хлопчика-козачка, для якого придбав у короля шляхетство. Численні романи князя з жінками та чоловіками (його іншим коханцем був секретар Януша Олександра Сангушка, Кароль Шидлоський) інтерпретуються як бісексуальність.

### Сім'я
Першою своєю дружиною він вважав Анну Вилежинську (пол. Anna Wyleżyńska), однак шлюб не був формалізований. Пізніше вони розійшлися, Анна стала черницею під іменем Клара, померла 1787 року в монастирі бенедиктинок у Вільні. Перша законна дружина — графиня Анна Марія Любомирська (пол. Anna Maria Hadik, дочка губернатора Королівства Галичини та Володимирії Андрея Гадіка), з якою він розлучився. Друга — Гонората Стемпковська (пол. Honorata Stempkowska), донька київського воєводи (за даними Вацлава Щиґельського в ПСБ) (або зять) донька Юзефа Ґабріеля Стемпковського. Третя — Текля Лабенцька (пол. Tekla Łabęcka). Відомі діти:
- Антоні (помер рано)
- Луція Францішка Тишкевич[pl], дружина графа Єжи Тишкевича (1768—1831).

## Виноски
1. ↑  Польський евфемізм 18 століття для опису гомосексуальної поведінки, пов'язаний з переконанням, що вона була винайдена в Туреччині